# Zosimus
Svatý Zosimus (zemřel 26. prosince 418) byl papežem katolické církve od 18. března 417 do 26. prosince 418.

## Život
Podle Liber Pontificalis byl Zosimus Řek, syn Abrama, možná židovského původu. Jako papež vydal řadu formálních nařízení. Schválil, aby paškál mohl být svěcen v každém chrámu (nejen v katedrálním). Dbal na morálku kněží a vydal nařízení, aby kněží nenavštěvovali bez závažného důvodu hostince a nepili veřejně. Jeho památka se připomíná 26. prosince, v den jeho úmrtí.

## Problémy během pontifikátu
Během Zosimova pontifikátu se vyskytla řada problémů. Na rozdíl od svého předchůdce sv. Inocence I. nebyl přísný k pelagiánům, kvůli čemuž se dostal do sporu s africkými biskupy. Jeho vláda sice byla krátká, ale nesla se v duchu unáhlených rozhodnutí.